# Anton Posset

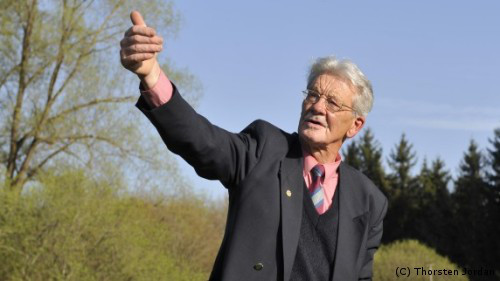
Anton Posset

Anton Posset (* 25. September 1941 in München; † 10. September 2015 in Halblech) war ein deutscher Gymnasiallehrer, Historiker und Holocaust-Forscher.
Der Historiker Posset wurde vor allem über die Grenzen Bayerns hinaus durch seine Pionierarbeiten rund um den größten Lagerkomplex des Konzentrationslagers Dachau, den KZ-Außenlagerkomplex Kaufering bekannt. Der Erhalt und die Gestaltung des KZ-Außenlagers Kaufering VII – Erpfting, der heutigen Europäischen Holocaustgedenkstätte, geht auf ihn zurück. In Landsberg, und über die Grenzen Bayerns hinaus, galt er als kritischer Heimatforscher. Von der internationalen Gedenkstätte Yad Vashem wurde er mit dem Yad-Vashem-Leuchter, einem Sonderpreis der Gedenkstätte, für seine Tätigkeiten rund um die Erinnerungsarbeit ausgezeichnet.

## Leben
Anton Posset studierte Geschichte und Französisch auf Lehramt an der Ludwig-Maximilians-Universität München. Es folgten Referendariate in Lyon und München. Seine erste Anstellung im Schuldienst hatte er 1972 in Gunzenhausen am Simon-Marius-Gymnasium. Im Jahr 1975 wechselte er an das Dominikus-Zimmermann-Gymnasium in Landsberg am Lech. Dort begann er sich für die deutsch-jüdische Aussöhnung zu engagieren und die Geschichte des 20. Jahrhunderts im Nachkriegsdeutschland zu thematisieren. Zu diesem Zeitpunkt war solches Engagement mit erheblichen gesellschaftlichen Tabus belegt. Der Begriff Erinnerungsarbeit war in weiten Teilen der Bevölkerung etwas gänzlich Unbekanntes.

### Schülerwettbewerbe und Bürgervereinigung Landsberg im 20. Jahrhundert
Alles begann mit der Arbeit einer Schülergruppe unter Leitung des bayerischen Gymnasiallehrers, die 1983/84 für ihre Forschungsarbeit über das KZ-Kommando Kaufering und das Rüstungsprojekt Ringeltaube aus der Hand von Bundespräsident Karl Carstens den 1. Preis im Schülerwettbewerb Deutsche Geschichte um den Preis des Bundespräsidenten erhielt. Zuvor hatte Anton Posset bereits sechs Schülerarbeiten in diesem Wettbewerb betreut und wurde seit 1976 wiederholt mit hohen Preisen auf nationaler Ebene bedacht. Im gleichen Jahr gründete er den Verein „Landsberg im 20.Jahrhundert – Bürgervereinigung zur Erforschung der Landsberger Zeitgeschichte e. V.“, dessen erster Vorsitzender er bis zu seinem Tod über 30 Jahre war. Durch sein Engagement und seinen leidenschaftlichen Einsatz konnte mit Hilfe von Alexander Moksel das noch erhaltene Grundstück des KZ-Kommandos Kaufering VII zu Teilen erworben werden. Unter seiner Leitung als Vorstandsvorsitzender gelang es, den damaligen bayrischen Ministerpräsidenten Franz Josef Strauß von der Denkmalfähigkeit der letzten KZ-Tonröhrenunterkünfte auf dem ehemaligen jüdischen KZ-Außenlager Kaufering VII – Erpfting zu überzeugen, so dass deren Erhaltung als Ziel im „Interesse der Allgemeinheit“ sichergestellt war.
Anton Posset war maßgebend verantwortlich für die weitere Entwicklung der Bürgervereinigung Landsberg im 20. Jahrhundert sowie die Wiederherstellung und Pflege des verwilderten Geländes KZ-Kommandos Kaufering VII. 1989 begann er mit der Errichtung des ersten Holocaustdenkmals in der Bundesrepublik, der „Europäischen Holocaustgedenkstätte“, mit der Errichtung der Gedenksteine von elf europäischen Staatsoberhäuptern und der Gestaltung des „Weges der Menschenrechte und der Menschenwürde“.
In seinen aktiven Jahren als Gymnasiallehrer betreute er als Tutor Schüler bei vierzehn Geschichtswettbewerben „Deutsche Geschichte um den Preis des Bundespräsidenten“. Drei dieser umfangreichen Arbeiten wurden mit dem 1. Preis ausgezeichnet. In den Jahren 1975 bis 1980 war er Mitglied des wissenschaftlichen Beirats des „Schülerwettbewerbs Deutsche Geschichte“, Mitglied der Zentraljury der Körber-Stiftung und etablierte die Regionaljury des Geschichtswettbewerbes für Oberbayern in München.
Als Autor und Redaktionsmitglied der Publikationsreihe „Themenhefte Landsberger Zeitgeschichte“ trug er erheblich zum Erfolg dieser Zeitschriftenreihe bei.
Als Mitautor und Lehrer brachte er seine methodischen und didaktischen Erfahrungen in das vierbändige Geschichtswerk „Erinnern und Urteilen – Unterrichtseinheiten Geschichte für Bayern“ (Ernst Klett Verlag) für die gymnasiale Mittelstufe unter dem Begriff „entdeckendes Lernen“ ein.
Für sein Engagement zur deutsch-israelischen Aussöhnung und seinen Einsatz bei der Erinnerungsarbeit wurde er 1990 in Jerusalem mit dem Yad-Vashem-Leuchter ausgezeichnet, die höchste Auszeichnung, die die Gedenkstätte an einen Nachgeborenen verleiht. Er zeigte die Ausstellung „Das Ende des Holocaust in Bayern“ im Diaspora-Museum Beit Hatefutsot in Tel Aviv. Vor 400 Zuhörern hielt er einen in der israelischen Presse viel beachteten Vortrag über das KZ-Kommando Kaufering. Der Präsident der israelischen Knesset Dov Shilansky, ein Überlebender des KZ-Kommandos Kaufering, bezeichnete Anton Posset als jemand, „der Deutschland aus der Tiefe zum Weg des Lichts verhelfen kann. Wenn Deutschland wirklich etwas bereute und gutmachen wollte, was geschehen ist, müsste man ihn auf Händen tragen.“
Im Jahr 2000 begann die Zusammenarbeit mit dem Team der Regisseure/Produzenten Steven Spielberg und Tom Hanks für den zehnteiligen Fernsehfilm „Band of Brothers“. Anhand der Gespräche und der Bildmaterialien von Anton Posset konnte für die Dreharbeiten in England ein Konzentrationsaußenlager nachgebaut werden, in dem die Befreiung des jüdischen KZ-Kommandos Kaufering dargestellt werden sollte. Aus diesem Grund wurde in der Staffel 9 („Warum wir kämpfen“) die Befreiung des KZ-Kommandos Kaufering/Landsberg durch die alliierten Truppen dargestellt und nicht die Befreiung eines bekannteren KZs wie etwa Dachau.
Im Jahr 2009 übertrug er als 1. Vorsitzender der Bürgervereinigung Landsberg im 20. Jahrhundert die Europäische Holocaustgedenkstätte an den neu gegründeten Verein Europäische Holocaustgedenkstätte Stiftung e. V., dessen Ehrenpräsident und Vizepräsident er bis zu seinem Tode war.
Im Jahr 2011 erforschte er die Umstände der Reichspogromnacht in Landsberg 1938 und forderte, vor den ehemaligen Wohnhäusern der am 9. November 1938 aus der Stadt Landsberg vertriebenen fünf jüdischen Familien Stolpersteine zur Erinnerung an ihr Leid zu verlegen.
Durch seine Entdeckung der Inschrift „Fusée Céramique“ auf einer Tonröhre erarbeitete er die architektonische Bedeutung der Tonröhrenbauwerke auf dem ehemaligen Konzentrationslager, die auf den französischen Architekten Jacques Couëlle zurückgehen und in Frankreich hergestellt wurden.

### Zeitzeugeninterviews – Mündliche Überlieferungen – Oral History
In seinen vielen Interviews mit Zeitzeugen sammelte er eine Vielzahl an Informationen. So interviewte er zahlreiche Überlebende aus den KZ-Konzentrationslagern rund um Landsberg. Der wohl in der Öffentlichkeit bekannteste unter ihnen war der Neurologe und Begründer der Logotherapie Viktor Frankl.
Durch diese Informationen und mittels der historischen Dokumente aus unterschiedlichen Archiven konnten vor allem in den 1990er Jahren einige Nachkommen von KZ-Überlebenden die Geschichte ihrer Familienmitglieder oder deren Grabstätte erfahren.
Aufgrund seines Einsatzes und dank der Bündelung der von ihm gesammelten Informationen wurde der Ingenieur Walter Groos in die Liste der Gerechten unter den Völkern aus Deutschland in Yad Vashem aufgenommen.
Damit wurde Anton Posset im Laufe der Jahre selber zu einem wichtigen Zeitzeugen. Aus diesem Grund wurde bei einem Besuch in Yad Vashem ein mehrstündiges Interview mit ihm aufgenommen.

### Privates
Anton Posset war mit der Künstlerin Hélène Posset-Navarro verheiratet. Gemeinsam haben sie zwei Söhne. Posset verunglückte im Alter von 73 Jahren tödlich bei einer Bergwanderung.

## Umgang mit der Erinnerungsarbeit
Für seine ehrenamtliche Erinnerungsarbeit wurde Posset international hoch geschätzt. Joseph Rovan schlug 1988 Anton Posset beim Bundespräsidenten wegen seines vorbildlichen Engagements in der Erinnerungsarbeit für das Bundesverdienstkreuz vor. Dieser Vorschlag fand die Unterstützung des damaligen Bundespräsidenten Richard von Weizsäcker, wurde jedoch durch den damaligen bayerischen Ministerpräsidenten Max Streibl abgelehnt.

### Konflikte im Spannungsfeld zwischen Haupt- und Ehrenamt
Lokal stand Posset lange Zeit in der Kritik. Unter anderem wurde er als Lehrer zweimal an eine andere Schule versetzt.
Über die eigentlichen Gründe dieser Kritik gab es in Landsberg zwei vorherrschende Meinungen:
- Die eine Seite war der Überzeugung, seine ehrenamtliche Tätigkeit sei bestimmten Personen unerwünscht gewesen. Daher habe man versucht, ihn zu „diskreditieren, indem man seine Leistung als Lehrer herabsetzt, ihm Pflichtverletzungen vorwirft, ihm gar zu beweisen versucht, er sei ein Psychopath, ohne dies direkt zu sagen.“ Begonnen habe dies mit einem Video, das im Rahmen von Possets ehrenamtlicher Erinnerungsarbeit erstellt worden war. In diesem Film sei unter anderem berichtet worden, dass Possets damaliger Schuldirektor früher „als junger Soldat beim Transport Gefangener eingesetzt“ war. Nach dem Bekanntwerden dieser Filmpassage habe „die Schikane im Dienst“ für Posset begonnen. Fortan sei er als „Nestbeschmutzer“ systematisch ausgegrenzt und gemobbt worden.[8][9] Auch die Verleihung des Bundesverdienstkreuzes an Posset sei aufgrund massiver Interventionen lokaler Gegner verhindert worden. Erst Anfang des 21. Jahrhunderts sei es auch im lokalen Bereich zu einer späten gesellschaftlichen Akzeptanz seiner Erinnerungsarbeit gekommen. Horst Casper bewertete den Umgang mit Anton Posset als einen wirklichen „ ‚Musterfall‘ für Mobbing in der Schule“ und „die griffigste Form einen engagierten Lehrer fertig zu machen“. Es habe sich ein „zyklische[r] Verlauf auf unterschiedlichen Ebenen“ gezeigt:[8][9]

„Kollegen und Vorgesetzte reiten auf ‚dienstlichen Vorkommnissen‘ herum. Rechtsradikale Schüler und solche, die ganz offensichtlich durch das schwindende Ansehen des durch die Schulleitung angegriffenen Lehrers ermuntert sind, können den Lehrer angreifen, ja bis zur tiefsten Demütigung beschimpfen, ohne daß der Schulleiter Anlaß zum Handeln sieht. Dann ist da die Ebene der Eltern, geprägt von den Familienerfahrungen Landsberger Bürger durch die Jahrzehnte, denen das alles als ‚Nestbeschmutzung‘ erscheint.“

- Die andere Seite betonte, dass „nie das außerschulische Engagement des Herrn Posset Gegenstand von Beschwerden war“, sondern vielmehr sein hauptamtliches als Lehrer. Es sei so gewesen, dass Posset „den Unterrichtsstoff vernachlässige“ – zugunsten von Ausführungen über seine ehrenamtliche Tätigkeit. „Nicht nur in Geschichte, auch in Deutsch und Französisch“ wären „fast zwei Drittel der Unterrichtszeit“ diesem Thema zum Opfer gefallen. Herr Posset habe seine „Narrenfreiheit“ in der hauptamtlichen Arbeit genutzt, um über seine Probleme bei der ehrenamtlichen Arbeit und die „Ausweitung seiner persönlichen ‚Feindschaften‘ “ zu reden. Für seine Schüler sei so ein erfolgreiches Weiterbelegen dieser Fächer verhindert worden, da die „Kenntnisse der vorherigen Schuljahre nicht ausreichend“ gewesen seien, womit man an den zuvor bestätigten pädagogisch-didaktischen Fähigkeiten von Anton Posset zweifelte.[9]

Possets Personalakte im bayerischen Kultusministerium sei im Laufe der Jahre auf mehrere tausend Seiten angewachsen.

## Auszeichnungen
- 1990 Yad-Vashem Leuchter für seine gelebte Erinnerungsarbeit
- 2000 Ehrenmitglied der 103. Infanterie-Division der alliierten US-Streitkräfte (Befreier des KZ-Lagers Kaufering VII)[10]
- 2009 Étoile Civique d’Or für seine Verdienste rund um die Völkerverständigung und gelebte Zivilcourage
- 2010 Ehrenpräsident der Europäischen Holocaustgedenkstätte Stiftung e. V.

## Veröffentlichungen

### Bücher
- Erinnern und Urteilen I – 7. Unterrichtseinheit Geschichte für Bayern, Verlag Klett, 1. Auflage, 1982, ISBN 3-12-413100-2.
- Erinnern und Urteilen II – 8. Unterrichtseinheit Geschichte für Bayern, Verlag Klett, 1. Auflage, 1982, ISBN 3-12-413200-9.
- Erinnern und Urteilen III – 9. Unterrichtseinheit Geschichte für Bayern, Verlag Klett, 1. Auflage, 1983, ISBN 3-12-413300-5.
- Erinnern und Urteilen IV – 10. Unterrichtseinheit Geschichte für Bayern, Verlag Klett, 1. Auflage, 1984, ISBN 3-12-413400-1.
- „Le voyage de Nuremberg – Sur les traces du 3ème Reich“; G. Verneret, J. Bader, A. Posset; Lyon; Goethe-Institut, Bleu du ciel; 2014.[11][12]

### Zeitschriften
Anton Posset war Mitherausgeber und vielfacher Autor von Artikeln bei den 6 Themenheften Landsberger Zeitgeschichte – „Landsberg im 20. Jahrhundert“, herausgegeben im Verlag Landsberg im 20. Jahrhundert.
- Bürgervereinigung Landsberg im 20. Jahrhundert: Von Hitlers Festungshaft zum Kriegsverbrecher-Gefängnis N° 1: Die Landsberger Haftanstalt im Spiegel der Geschichte 1993, ISBN 3-9803775-0-4.
- Bürgervereinigung Landsberg im 20. Jahrhundert: Todesmarsch und Befreiung – Landsberg im April 1945: Das Ende des Holocaust in Bayern, 1993, ISBN 3-9803775-1-2.
- Bürgervereinigung Landsberg im 20. Jahrhundert: Der nationalsozialistische Wallfahrtsort" Landsberg: 1933–1937: „Die Hitlerstadt“ wird zur „Stadt der Jugend“ 1993, ISBN 3-9803775-2-0.
- Bürgervereinigung Landsberg im 20. Jahrhundert: Das KZ-Kommando Kaufering 1944/45: Die Vernichtung der Juden im Rüstungsprojekt „Ringeltaube“ 1993, ISBN 3-9803775-3-9.
- Bürgervereinigung Landsberg im 20. Jahrhundert: Das SS-Arbeitslager Landsberg 1944/45: Französische Widerstandskämpfer im deutschen KZ, 1995, ISBN 3-9803775-4-7.
- Bürgervereinigung Landsberg im 20. Jahrhundert: Landsberg 1945–1950: Der jüdische Neubeginn nach der Shoa – Vom DP-Lager Landsberg ging die Zukunft aus, 1996, ISBN 3-9803775-5-5.